# Saint-Viâtre
Saint-Viâtre és un municipi francès, situat al departament del Loir i Cher i a la regió de Centre – Vall del Loira. L'any 2007 tenia 1.184 habitants.

## Demografia

### Població
El 2007 la població de fet de Saint-Viâtre era de 1.184 persones. Hi havia 510 famílies, de les quals 164 eren unipersonals (72 homes vivint sols i 92 dones vivint soles), 167 parelles sense fills, 159 parelles amb fills i 20 famílies monoparentals amb fills.
La població ha evolucionat segons el següent gràfic:
Habitants censats

### Habitatges
El 2007 hi havia 693 habitatges, 520 eren l'habitatge principal de la família, 124 eren segones residències i 49 estaven desocupats. 661 eren cases i 28 eren apartaments. Dels 520 habitatges principals, 365 estaven ocupats pels seus propietaris, 131 estaven llogats i ocupats pels llogaters i 25 estaven cedits a títol gratuït; 4 tenien una cambra, 39 en tenien dues, 106 en tenien tres, 171 en tenien quatre i 200 en tenien cinc o més. 399 habitatges disposaven pel capbaix d'una plaça de pàrquing. A 239 habitatges hi havia un automòbil i a 224 n'hi havia dos o més.

### Piràmide de població
La piràmide de població per edats i sexe el 2009 era:
| Homes | Edats   | Dones |
| ----- | ------- | ----- |
| 0     | 95 o +  | 0     |
| 8     | 90 a 94 | 4     |
| 4     | 85 a 89 | 20    |
| 24    | 80 a 84 | 8     |
| 20    | 75 a 79 | 36    |
| 28    | 70 a 74 | 20    |
| 52    | 65 a 69 | 32    |
| 40    | 60 a 64 | 40    |
| 20    | 55 a 59 | 40    |
| 24    | 50 a 54 | 16    |
| 36    | 45 a 49 | 44    |
| 40    | 40 a 44 | 40    |
| 52    | 35 a 39 | 44    |
| 36    | 30 a 34 | 40    |
| 20    | 25 a 29 | 24    |
| 40    | 20 a 24 | 24    |
| 32    | 15 a 19 | 36    |
| 32    | 10 a 14 | 36    |
| 32    | 5 a 9   | 48    |
| 28    | 0 a 4   | 32    |

## Economia
El 2007 la població en edat de treballar era de 738 persones, 557 eren actives i 181 eren inactives. De les 557 persones actives 511 estaven ocupades (287 homes i 224 dones) i 46 estaven aturades (23 homes i 23 dones). De les 181 persones inactives 78 estaven jubilades, 40 estaven estudiant i 63 estaven classificades com a «altres inactius».

### Ingressos
El 2009 a Saint-Viâtre hi havia 545 unitats fiscals que integraven 1.251 persones, la mediana anual d'ingressos fiscals per persona era de 17.740 €.

### Activitats econòmiques
Dels 44 establiments que hi havia el 2007, 1 era d'una empresa alimentària, 1 d'una empresa de fabricació de material elèctric, 1 d'una empresa de fabricació d'altres productes industrials, 10 d'empreses de construcció, 12 d'empreses de comerç i reparació d'automòbils, 2 d'empreses de transport, 3 d'empreses d'hostatgeria i restauració, 1 d'una empresa d'informació i comunicació, 1 d'una empresa financera, 2 d'empreses immobiliàries, 4 d'empreses de serveis, 2 d'entitats de l'administració pública i 4 d'empreses classificades com a «altres activitats de serveis».
Dels 16 establiments de servei als particulars que hi havia el 2009, 1 era una oficina bancària, 1 taller de reparació d'automòbils i de material agrícola, 3 paletes, 1 guixaire pintor, 2 fusteries, 2 lampisteries, 2 electricistes, 1 empresa de construcció, 1 perruqueria i 2 restaurants.
Dels 4 establiments comercials que hi havia el 2009, 1 era una botiga de menys de 120 m², 2 carnisseries i 1 una joieria.
L'any 2000 a Saint-Viâtre hi havia 14 explotacions agrícoles que ocupaven un total de 760 hectàrees.

## Equipaments sanitaris i escolars
L'únic equipament sanitari que hi havia el 2009 era una farmàcia.
El 2009 hi havia 1 escola elemental i 1 escola elemental integrada dins d'un grup escolar amb les comunes properes formant una escola dispersa.

## Poblacions més properes
El següent diagrama mostra les poblacions més properes.